# いくさの子 織田三郎信長伝
『いくさの子 織田三郎信長伝』（いくさのこ おださぶろうのぶながでん）は、北原星望（原作）、原哲夫（作画）による日本の漫画。『月刊コミックゼノン』（コアミックス）にて、2010年12月号（創刊号）から2022年11月号まで連載。2022年6月時点で累計発行部数は250万部を突破している。
本能寺の変で討ち取られるまでの織田信長の生涯を、彼が吉法師と名乗っていた天文14年（1545年）から描く歴史漫画。

## 登場人物
担当声優はパチンコ版での配役。それ以外の声優は別途記載する。

### 織田弾正忠家とその関係者
織田信長（おだ のぶなが）
声 - 逢坂良太 / 山寺宏一（テレビCM） / 梶裕貴（戦国大戦・吉法師）、杉田智和（戦国大戦・信長）
本作の主人公。幼名吉法師。物語開始時は12歳で、周りの大人も手を焼く天下一の悪餓鬼。
八代勝介（やしろ しょうすけ）
信長の乗馬指南役。馬術の名人として天下にその名を馳せる。信長に仕えてまだ日は浅かったが、信長に殉じて果てた。
森乱丸（もり らんまる）
信長の小姓。本能寺の変で信長が討死することに無念の涙を流し、信長に殉じた。
織田信秀（おだ のぶひで）
信長の父。尾張下4郡の守護代。尾張の統一を目指して奮戦し、「尾張の虎」の異名を持つ連戦連勝の実力者。
織田信光（おだ のぶみつ）

土田御前（どたごぜん）

織田信行（おだ のぶゆき）

織田信広（おだ のぶひろ）

お乳（おちち）

平手政秀（ひらて まさひで）
声 - てらそままさき（戦国大戦）
織田家の金庫番で外交・内政に辣腕を振るう。信長の守役。織田家を3代にわたって支える重臣。
平手久秀（ひらて ひさひで）

林秀貞（はやし ひでさだ）

林通具（はやし みちとも）

内藤勝介（ないとう しょうすけ）

柴田勝家（しばた かついえ）

沢彦宗恩（たくげん そうおん）
声 - 立花慎之介（戦国大戦）
信長の教育係。臨済宗妙心寺派の僧侶で卓越した拳法の使い手。信長の名付け親。
犬丸（いぬまる）
声 - 小林ゆう
信長の部下。天候を読む能力と地理・地形の情報で信長の合戦を助ける。
銀太（ぎんた）
声 - 吉野裕行
信長の部下。野武士の一味だったが、鉄砲作りに命をかける鉄砲鍛冶になる。
橋本一巴（はしもと いっぱ）

池田勝三郎（いけだ しょうさぶろう）
母が信長の乳母で幼少より信長の小姓として仕える。後の織田家4宿老の1人。
丹羽五郎左（にわ  ごろうざ）

末六（すえろく）

菊丸（きくまる）

九馬三（くめぞう）

前田犬千代（まえだ いぬちよ）
声 - 竹内栄治
南蛮船に奴隷として飼われていた青年。信長に見出され、家臣となる。
左右次（そうじ）

中条小一郎（ちゅうじょう こいちろう）

藤吉郎（とうきちろう）

滝川一益（たきがわ かずます）

シスコ
声 - 最上嗣生
信長の部下で南蛮人。信長と鉄砲を引き合わせ、南蛮の豊富な知識で信長の合戦に革命を起こしている。
胡蝶（こちょう）
声 - 中原麻衣
斎藤道三の娘で信長の妻。
生駒類（いこま るい）
声 - 田辺留依
豪商・生駒家の娘。気が強くて男勝り。後に信長の後継者である信忠の生母となる。
生駒家宗（いこま いえむね）

生駒家長（いこま いえなが）

孫八（まごはち）

孫太（まごた）

堀田右馬太夫（ほった うまだゆう）

梁田政綱（やなだ まさつな）

### 尾張内の他勢力
斯波義銀（しば よしむね）

織田達勝（おだ たつかつ）

織田信友（おだ のぶとも）

坂井大膳（さかい だいぜん）

織田信清（おだ のぶきよ）

山口教継（やまぐち のりつぐ）

山口九郎次郎（やまぐち くろうじろう）

水野信元（みずの のぶもと）

### 今川家
今川義元（いまがわ よしもと）
声 - 平川大輔 / 小野大輔（戦国大戦）
駿河今川家の第9代当主。武田家や北条家と渡り合いながら国力が低下している尾張を虎視眈々と狙う。尚今川義元は、「花の慶次」にも登場しているが完全にデザインが異なる
太原雪斎（たいげん せっさい）
今川家の執政にして軍師。義元の養育係で今川家の勢力拡大を図る。
月照（げっしょう）
雪斎の弟子。ジョゼを駿河まで先導する。
ジョゼ
南蛮の海賊船船長。天下を与える秘石「光の天」を義元のもとへ運んでいる。
岡部元信（おかべ もとのぶ）

松平義春（まつだいら よしはる）

松平竹千代（まつだいら たけちよ）

### 斎藤家
斎藤道三（さいとう どうさん）
美濃の戦国大名。油商から大名に成り上がり「美濃の蝮」と恐れられる。
斎藤利治（さいとう としはる）
明智光秀（あけち みつひで）

猪子兵助（いのこ ひょうすけ）

### 武田家
武田晴信（たけだ はるのぶ）

山本勘助（やまもと かんすけ）

### 九鬼家
九鬼泰隆（くき やすたか）

九鬼嘉隆（くき よしたか）

## 書誌情報
- 原哲夫（作画） / 北原星望（原作・脚本） 『いくさの子 織田三郎信長伝』 コアミックス〈ゼノン・コミックス〉、全20巻
  1. 2011年6月10日発行（2011年5月20日発売)、ISBN 978-4-19-980015-3
  2. 2012年2月10日発行（2012年1月20日発売）、ISBN 978-4-19-980057-3
  3. 2012年11月10日発行（2012年10月20日発売）、ISBN 978-4-19-980113-6
  4. 2013年7月10日発行（2013年6月20日発売）、ISBN 978-4-19-980147-1
    - 「『戦国大戦』カード付き限定版」 ISBN 978-4-19-980146-4

  5. 2014年5月10日発行（2014年4月19日発売）、ISBN 978-4-19-980200-3
  6. 2014年12月10日発行（2014年11月20日発売）、ISBN 978-4-19-980243-0
  7. 2015年7月10日発行（2015年6月20日発売）、ISBN 978-4-19-980272-0
  8. 2016年1月10日発行（2015年12月19日発売）、ISBN 978-4-19-980318-5
  9. 2016年9月10日発行（2016年8月20日発売）、ISBN 978-4-19-980360-4
  10. 2017年5月10日発行（2017年4月20日発売）、ISBN 978-4-19-980406-9
  11. 2018年4月10日発行（2018年3月20日発売）、ISBN 978-4-19-980481-6
  12. 2019年1月10日発行（2018年12月20日発売）、ISBN 978-4-19-980538-7
  13. 2020年1月10日発行（2019年12月20日発売）、ISBN 978-4-19-980610-0
  14. 2020年5月20日発売、ISBN 978-4-86720-148-0
  15. 2020年11月19日発売、ISBN 978-4-86720-183-1
  16. 2021年4月20日発売、ISBN 978-4-86720-205-0
  17. 2021年10月20日発売、ISBN 978-4-86720-272-2
  18. 2022年2月19日発売、ISBN 978-4-86720-301-9
  19. 2022年7月20日発売[5]、ISBN 978-4-86720-398-9
  20. 2022年11月18日発売[6]、ISBN 978-4-86720-439-9

## メディア展開

### ゲーム
戦国大戦
セガ・インタラクティブのアーケードゲーム。2012年10月11日稼働のバージョン「1582 日輪、本能寺より出ずる」より、本作のキャラクターが登場する。

### パチンコ
ぱちんこ いくさの子
開発はサミー。リリース時期は未定。
「サミー×いくさの子」として、開発過程がファンに対して共有されるという施策が行われる。